# Liberaal-Democratische Partij van Rusland
De Liberaal-Democratische Partij van Rusland (LDPR, Russisch: Либерально-демократическая партия России) is een rechts tot extreemrechtse Russische politieke partij. De partij werd sinds haar formering geleid door de omstreden politicus Vladimir Zjirinovski, tot zijn overlijden in april 2022. De huidige partijleider is Leonid Slutsky. De naam van de partij is in tegenstelling met de ideologie.
Volgens de LDPR zelf zijn haar belangrijkste politieke tegenstanders de liberale partij Jabloko en de communistische KPRF.

## Geschiedenis
De partij werd gesticht in 1989 als de Liberaal-Democratische Partij van de Sovjet-Unie en werd in 1992 hernoemd tot de huidige naam. Begin jaren 90 werd de partij beschuldigd van het ontvangen van geld van de regering van president Jeltsin.
In 2004 werd de partij onderdeel van de regering Poetin. Leider Zjirinovski heeft zijn aanhang vooral te danken aan zijn demagogische uitspraken, waarbij vooral het nationalisme wordt benadrukt. Hij staat ook bekend om zijn seksisme.
De partij haalde 11,6% van de stemmen bij de parlementsverkiezingen van 2003, waardoor ze de derde partij in de doema werd met 36 van de 450 zetels. De presidentsverkiezingen, waarbij Oleg Malysjkin naar voren werd geschoven als kandidaat, leverden slechts 2% van de stemmen op.

## Banden met maffia
Volgens een Spaanse openbaar aanklager, José Grinda Gonzalez, is de LDPR een van de partijen in Rusland die samenwerken met de maffia en is de partij door de KGB en SVR gecreëerd met dit doel. Dit blijkt uit diplomatieke telegrammen die Wikileaks in 2010 openbaar maakte. Gonzalez doet al jaren onderzoek naar de Russische maffia in Spanje. Volgens hem huist de LDPR zware criminelen.

## Ideologie
De benamingen "liberaal" en "democratisch" zijn zeker niet in letterlijke zin toepasbaar op de partij. De partij beschouwt zichzelf als een centrumpartij gericht op democratische hervormingen, maar wordt met name in de westerse media vaak afgeschilderd als een radicaal-nationalistische en imperialistische partij. Dit komt onder meer tot uiting in het willen bevoordelen van de Russen ten opzichte van andere volken binnen Rusland. Daarnaast zijn ook antisemitische en extreemrechtse uitlatingen onder het mom van "Patriottisme" gedaan door vertegenwoordigers van de partij. Vooral het "wereld-zionisme" wordt vaak aangehaald.

## Gedachtegoed
Tot de belangrijkste voorstellen van de LDPR behoren:
- het herenigen van de 15 voormalige Sovjetrepublieken onder een door Rusland gedomineerde uniestaat, met een sterk presidentschap, 15 benoemde gouverneurs en 1 officiële taal (Russisch);
- de annexatie van Polen, Alaska en Finland in overeenstemming met de historische grenzen van het Russische Rijk[bron?];
- het hervormen en consolideren van het wettelijk systeem van Rusland;
- de doodstraf voor personen die zijn veroordeeld voor terrorisme, moord met voorbedachten rade en andere zware misdrijven;
- het afschaffen van "niet-traditionele" en "fanatische" religieuze sekten binnen Rusland;
- staatseigendom van de strategische sectoren van de economie; met name natuurlijke hulpbronnen, alcohol, tabak en landbouw;
- lagere belastingen voor binnenlandse producenten;
- het recht om te werken;
- radicale hervorming van het sociale verzekeringssysteem;
- staatsondersteuning voor wetenschapsintensieve technologieën en de landbouw;
- de afschaffing van overheidscorruptie;
- Russische economische soevereiniteit en protectionisme;
- staatsbestuur over alle landbouwgronden

## Verkiezingsresultaten

### Parlementsverkiezingen
| Jaar | Procent van de uitgebrachte stemmen | Zetels |
| ---- | ----------------------------------- | ------ |
| 1993 | 22,9                                | 70     |
| 1995 | 22,3                                | 51     |
| 1999 | 5,98                                | 17     |
| 2003 | 11,45                               | 36     |
| 2007 | 8,14                                | 40     |
| 2011 | 11,67                               | 56     |
| 2016 | 13,14                               | 39     |
| 2021 | 7,55                                | 21     |

### Presidentsverkiezingen
| Jaar              | Kandidaat            | Stemmen   | %    | Plaats |
| ----------------- | -------------------- | --------- | ---- | ------ |
| 1991              | Vladimir Zjirinovski | 7.395.335 | 17,2 | 3/6    |
| 1996 (1ste ronde) | Vladimir Zjirinovski | 4.311.479 | 5,8  | 5/11   |
| 2000              | Vladimir Zjirinovski | 2.026.509 | 2,7  | 5/11   |
| 2004              | Oleg Malysjkin       | 1.405.326 | 2,0  | 5/6    |
| 2008              | Vladimir Zjirinovski | 6.988,510 | 9,5  | 3/4    |
| 2012              | Vladimir Zjirinovski | 4.458.103 | 6,22 | 4/5    |

## Prominente (voormalige) leden
- Vladimir Zjirinovski (voormalig leider, presidentskandidaat en interim doemavoorzitter)
- Igor Lebedev (fractievoorzitter van de LDPR in de doema)
- Aleksej Ostrovski (belangrijkste adviseur van Zjirinovski)
- Soelejman Kerimov (op een na rijkste man van Rusland in 2007)

Het ging in 2007 steeds slechter met de LDPR: Malysjkin en Kerimov werden in april 2007 door Zjirinovski uit de partij gezet in de Staatsdoema vanwege hun weigering om zich kandidaat te stellen voor de regionale verkiezingen van 11 maart 2007. Onduidelijk is of ze ook de partij hebben verlaten. In de Staatsdoema vormen beide personen nu onafhankelijke afgevaardigden. Een voormalige vicevoorzitter van de LDPR, Aleksej Mitrofanov, stapte in augustus over naar Rechtvaardig Rusland en partijfinancier Kerimov stapte in april 2007 over naar Verenigd Rusland. Een andere belangrijke partijfinancier, Michail Goetsjeriev, de voormalige baas van Rosneft, vluchtte in 2007 het land uit naar Turkije vanwege beschuldigingen van belastingontduiking. In de opiniepeilingen is de partij in 2007 gedaald tot ongeveer 7%; op de rand van de kiesdrempel van de Staatsdoema.
De van de moord op Aleksandr Litvinenko verdachte voormalige KGB-agent Andrej Loegovoj werd voor de LDPR verkozen tot afgevaardigde van de Staatsdoema bij de Russische parlementsverkiezingen van 2007.